# Johannes Hopf
Per Johannes Hopf (* 16. Juni 1987 in Räng, Skåne län) ist ein schwedischer Fußballtorhüter, der für MKE Ankaragücü spielt.

## Karriere
Hopf begann mit dem Vereinsfußball 1992 in der Nachwuchsabteilung von Brösarps IF. Von hier aus wechselte er in den Nachwuchs von IFK Simrishamn und wurde bei diesem Klub 2004 in den Kader der ersten Mannschaft aufgenommen. Nach zwei Spielzeiten wechselte Hopf zum Ystads IF HF und von hier aus 2008 zu Hammarby IF. Für diesen Klub spielte er bis zum Sommer 2015. Während dieser Zeit wurde er 2009 an Hammarby Talang FF ausgeliehen.
In der Sommertransferperiode 2015 verpflichtete ihn der türkische Erstligist Gençlerbirliği Ankara. Nach drei Jahren wechselte Hopf zum Stadtkonkurrenten MKE Ankaragücü und verließ diesen im Januar 2019 vorzeitig.